# National Football League 1964
La stagione NFL 1964 fu la 45ª stagione sportiva della National Football League, la massima lega professionistica statunitense di football americano. La finale del campionato si disputò il 27 dicembre 1964 al Stadium di Cleveland, in Ohio e vide la vittoria dei Cleveland Browns sui Baltimore Colts per 27 a 0. La stagione iniziò il 12 settembre 1964 e si concluse con il Pro Bowl 1965 che si tenne il 10 gennaio al Los Angeles Memorial Coliseum.

## Stagione regolare
La stagione regolare si svolse in 14 giornate, iniziò il 12 settembre e terminò il 13 dicembre 1964.

### Risultati della stagione regolare
- V = Vittorie, S = Sconfitte, P = Pareggi, PCT = Percentuale di vittorie, PF = Punti Fatti, PS = Punti Subiti
- Nota: nelle stagioni precedenti al 1972 i pareggi non venivano conteggiati nel calcolo della percentuale di vittorie.

| Eastern Conference    |    |    |   |     |     |     |
| Squadra               | V  | S  | P | PCT | PF  | PS  |
| Cleveland Browns      | 10 | 3  | 1 | 769 | 415 | 293 |
| Saint Louis Cardinals | 9  | 3  | 2 | 750 | 357 | 331 |
| Philadelphia Eagles   | 6  | 8  | 0 | 429 | 312 | 313 |
| Washington Redskins   | 6  | 8  | 0 | 429 | 307 | 305 |
| Dallas Cowboys        | 5  | 8  | 1 | 385 | 250 | 289 |
| Pittsburgh Steelers   | 5  | 9  | 0 | 357 | 253 | 315 |
| New York Giants       | 2  | 10 | 2 | 167 | 241 | 399 |

| Western Conference  |    |    |   |     |     |     |
| Squadra             | V  | S  | P | PCT | PF  | PS  |
| Baltimore Colts     | 12 | 2  | 0 | 857 | 428 | 225 |
| Green Bay Packers   | 8  | 5  | 1 | 615 | 342 | 245 |
| Minnesota Vikings   | 8  | 5  | 1 | 615 | 355 | 296 |
| Detroit Lions       | 7  | 5  | 2 | 583 | 280 | 260 |
| Los Angeles Rams    | 5  | 7  | 2 | 417 | 283 | 339 |
| Chicago Bears       | 5  | 9  | 0 | 357 | 260 | 379 |
| San Francisco 49ers | 4  | 10 | 0 | 286 | 236 | 330 |

## La finale
La finale del campionato, il NFL Championship Game si disputò il 27 dicembre 1964 al Cleveland Municipal Stadium e vide la vittoria dei Cleveland Browns sui Baltimore Colts per 27 a 0.

## Vincitore
| Vincitori del campionato NFL 1964 Cleveland Browns 4º titolo |

## Premi individuali
| MVP della NFL        | Johnny Unitas, Quarterback, Baltimore Colts |
| Allenatore dell'anno | Don Shula, Baltimore Colts                  |